# Антилска струја
Антилска струја је огранак Северноекваторијалне струје који се креће северно од Великих Антила. Захавата ширину од око 80—100 километара. Ово је топла морска струја која се спаја са Флоридском струјом одакле надаље настаје Голфска струја.